# Cianoză
Cianoza reprezintă tenta albastră a pielei, gingiilor, unghilor sau mucoaselor produsă de lipsa de oxigen. Cianoza poate fi produsă de forme anormale de hemoglobină sau de lipsă totală de oxigen, cum apare în traumatisme de genul sufocării sau în bolile cronice care alterează funcții inimii sau ale plămanilor. Formele anormale ale hemoglobinei pot fi variate, de exemplu metemaglobina.
Cianoza poate fi evidențiată la naștere datorită malformațiilor cardiace congenitale care permite sangelui care nu este complet oxigenat să între în circulația arterială.

## Legături externe
Materiale media legate de cianoză la Wikimedia Commons